# Society for Human Rights
La Society for Human Rights (Sociedad para los derechos humanos) fue la primera organización para la defensa de los derechos de los homosexuales registrada en los Estados Unidos. Fue fundada en Chicago en 1924 por Henry Gerber, inspirado en la sociedad creada en Alemania por el doctor Magnus Hirschfeld, el Comité científico humanitario. Editaron la primera publicación dirigida a homosexuales de EE. UU., Friendship and Freedom (Amistad y libertad). Pocos meses después de su creación la sociedad se disolvió debido al arresto de varios de sus miembros. Pese a su corta existencia y su reducido tamaño se la considera una de las precursoras del moderno movimiento de liberación gay.

## Henry Gerber
Henry Gerber emigró a Estados Unidos desde Alemania en 1913. Se asentó con su familia en Chicago por la gran cantidad de población germanoparlante que había allí. Pocos años después de su llegada ya sufrió la discriminación por ser homosexual cuando fue ingresado temporalmente en un hospital psiquiátrico en 1917 debido a su orientación sexual. Cuando los Estados Unidos entraron en la Primera Guerra Mundial, Gerber se alistó en su ejército, sirviendo como tipógrafo y corrector de pruebas del ejército de ocupación en Coblenza, Alemania, de 1920 a 1923. En este tiempo en Alemania, Gerber conoció el trabajo que el doctor Magnus Hirschfeld y el Comité científico humanitario habían estado realizando para que se derogaran las leyes en contra de los homosexuales en Alemania (especialmente el artículo 175, que penalizaba las relaciones sexuales entre hombres). Gerber viajó a Berlín, lo que le permitió ponerse en contacto con su floreciente subcultura gay, donde se suscribió al menos una vez a una revista homosexual. Gerber quedó impresionado por el desarrollo de la comunidad gay berlinesa y las diferencias con la situación de los homosexuales en Estados Unidos, posteriormente escribió: «Siempre había sentido amargamente la injusticia de que la sociedad estadounidense acusara a los homosexuales de actos inmorales. Pensaba qué se podía hacer al respecto. Al contrario que Alemania, donde los homosexuales estaban parcialmente organizados y la legislación sobre sexualidad era uniforme para todo el país, en los Estados Unidos estaban en una situación de caos y desconocimiento de las leyes sobre sexualidad, y nadie trataba de desenredar la maraña y traer alivio al abuso.» Particularmente le impresionó la labor de un grupo llamado Bund für Menschenrect y absorbió gran cantidad de las ideas de Hirschfeld, como la teoría del tercer sexo por la que los hombres homosexuales serían afeminados por naturaleza. Tras su servicio militar, Gerber regresó a los Estados Unidos y empezó a trabajar para el servicio postal en Chicago.

## Fundación de la sociedad
Inspirado en la obra de Hirschfeld en el Comité científico humanitario Gerber decidió fundar una organización similar en los Estados Unidos. Llamó a su grupo Society for Human Rights (la traducción inglesa de Bund für Menschenrect) tomando el puesto de secretario general. Gerber cumplimentó el formulario para la fundación de una organización sin ánimo de lucro del estado de Illinois. En el formulario se declararon los siguientes objetivos y propósitos de la sociedad:

Promocionar y proteger los intereses de la gente que por razón de anormalidades mentales o físicas son objeto de abuso e interferencia en su legítima búsqueda de la felicidad que está garantizada por la declaración de independencia y combatir los prejuicios públicos contra ellos por medio de la difusión de las causas según la ciencia moderna entre intelectuales adultos. La sociedad se establece sólo para la ley y el orden, estando en harmonía con todas y cada una de las leyes generales, y de ninguna manera se recomienda ningún acto que viole la ley actual ni se defiende de ninguna forma que perjudique el bienestar público.

Un pastor protestante afrodescendiente llamado John T. Graves firmó como presidente de la nueva organización y Gerber, Graves y otros cinco hombres estaban enumerados como directores. El estado concedió la carta de fundación el 10 de diciembre de 1924, convirtiendo a la sociedad a la sociedad en la primera organización homosexual documentada en los Estados Unidos. A pesar de haber expuesto deliberadamente los objetivos de la sociedad tan vagamente, omitiendo cualquier mención de la homosexualidad en sus estatutos, los miembros de la organización se sorprendieron de que no hubiera ningún tipo de investigación del estado antes de la concesión de la carta de fundación.
El boletín de noticias de la sociedad, Friendship and Freedom, fue la primera publicación de contenido gay de los Estados Unidos. Aunque muy pocos miembros quisieron recibir el boletín por correo, por miedo a que los inspectores postales pudieran considerar que la publicación era obscena y ser condenados bajo la ley Comstock. De hecho todas las publicaciones de contenido gay fueron consideradas obscenas hasta 1958, cuando el Tribunal Supremo determinó en sentencia del caso One, Inc. contra Olesen que la publicación de contenidos homosexuales no implicaba automáticamente obscenidad. Se produjeron dos números  de Friendship and Freedom, escritos enteramente por Gerber. No se conserva ninguno de sus ejemplares.
Gerber formuló una estrategia de tres puntos para conseguir lo que denominó «emancipación homosexual»:
- Participar en una serie de conferencias en las que se reflexionara sobre su propio comportamiento y especialmente instando contra la seducción de adolescentes.
- Promover el uso de la palabra homófilo por medio de una publicación.
- Conseguir la confianza y comprensión de las autoridades y legisladores por medio de la autodisciplina y mostrar a las autoridades lo inútil que resultaban las penas de prisión.[13][nota 3]

Gerber se propuso ampliar el número de miembros más allá de los siete originales, pero encontró dificultades al conseguir que se afiliaran sólo los gais más pobres y ser incapaz de afiliar y conseguir apoyo financiero de los miembros más influyentes de la comunidad gay de Chicago. Gerber buscó apoyo de profesionales de la medicina y defensores de la educación sexual y se vio frustrado al ser rechazado por el miedo de todos ellos a que su reputación se viera arruinada por ser asociados con la  homosexualidad. Reflexionando sobre este fracaso Gerber afirmó en 1962: 

La primera dificultad fue la de acumular suficientes miembros y contribuyentes para que el trabajo pudiera salir adelante. El homosexual medio, creo, se ignoraba a sí mismo. Otros tenían miedo. Aún otros se comportaban frenética o depravadamente. Algunos eran displicentes. Muchos homosexuales me dijeron que su búsqueda de la fruta prohibida era la verdadera chispa de la vida. Con este argumento rechazaban nuestros objetivos. Nos preguntábamos cómo podríamos conseguir nada con tal resistencia de nuestra propia gente.

Gerber se hizo cargo con todas las labores y cargas financieras de la sociedad y la publicación de Friendship and Freedom, algo que quiso hacer en servicio de la causa, creyendo que sería recordado como un Abraham Lincoln gay por su esfuerzo. La sociedad intentó afiliarse a la Sociedad británica para el estudio de la psicología sexual pero esta los rechazó, temerosa de ser asociada con cualquier organización que fuera específicamente para homosexuales.

## Desaparición
Gerber y Graves habían decidido limitar la posibilidad de ser miembros de la sociedad a los hombres gays excluyendo a los bisexuales. Sin que ellos lo supieran, el vicepresidente de la sociedad, Al Weininger, estaba casado y tenía dos hijos. La mujer de Weininger informó de la sociedad a un trabajador social en el verano de 1925, calificándolos de «degenerados», y acusándolos falsamente de hacer cosas extrañas delante de sus hijos. Entonces la policía irrumpió en el domicilio de Gerber a mitad de la noche con un reportero del Chicago Examiner, lo interrogaron, incautaron sus papeles personales y lo arrestaron. A la mañana siguiente Gerber fue llevado al tribunal donde supo que también habían sido arrestados Graves, Weininger y el hombre que le acompañaba. El Examiner publicó la historia bajo el titular «Strange Sex Cult Exposed» (Al descubierto extraño culto sexual). El artículo afirmaba que Weininger y otros miembros de la sociedad habían practicado sexo delante de los hijos de Weininger y que en los documentos de la sociedad se animaba a los hombres a abandonar a sus esposas e hijos. Esta afirmación se contradecía directamente con la política de la sociedad de admitir únicamente a hombres exclusivamente homosexuales. Gerber pasó por tres juicios diferentes, antes de que sus cargos fueran desestimados por haber sido arrestado sin una orden judicial. Su defensa le costó los ahorros de su vida, en parte pudieron irse en forma de sobornos a través de su abogados. La policía nunca le devolvió a Gerber sus papeles personales, su máquina de escribir ni los ejemplares sobrantes de Friendship and Freedom, a pesar de haber sido ordenado por el tribunal. Los únicos registros que quedan de la existencia del boletín es una fotografía de un ejemplar en una revista homófila alemana y una reseña de un número en una publicación homófila francesa. Aunque evitó ser acusado de obscenidad por la ley Comstock, Gerber perdió su trabajo en la oficina postal por «conducta inapropiada para un trabajador postal». Weininger pagó una multa de 10 $ por «conducta desordenada». Con el sentimiento de Gerber de haber chocado contra un «sólido muro de ignorancia, hipocresía, maldad y corrupción» e incapaz de continuar sufragando los gastos, la sociedad quedó desmantelada y Gerber acabó amargado por el hecho de que ninguno de los homosexuales adinerados de Chicago hubiera acudido en su ayuda, por una causa que creía que era un avance para el bien común. Abandonó Chicago por Nueva York, allí volvió a alistarse en el ejército, donde sirvió 17 años tras los cuales se licenció con honores. A pesar de todo, Gerber continuó luchando como activista, primero en colaboración con Manuel Boyfrank y luego escribiendo artículos para las publicaciones de la Mattachine Society y One.

## Legado
Henry Gerber y la Society for Human Rights sirvió de puente de unión entre el activismo del primer movimiento homosexual alemán de la República de Weimar y el movimiento homófilo estadounidense de los años 1950. En 1929 un joven llamado Harry Hay vivía en Los Ángeles. Pronto descubrió los lugares de cruising en Pershing Square, donde conoció a Champ Simmons, un hombre que había sido amante de uno de los compañeros de la organización de Gerber. Este hombre le habló a Hay de la corta historia de la sociedad, avisándole de la inutilidad de intentar organizar a los gais. Aunque posteriormente Hay negó haber tenido conocimiento del activismo LGBT previo, esta información influiría en él para elaborar en 1948 una propuesta para crear un grupo político y social de hombres gais. En 1950 la idea de Hay fructificó cuando él y varios hombres más fundaron la Mattachine Society, la primera organización de defensa de derechos LGBT duradera de los Estados Unidos.
Gerber fue inscrito póstumamente en el Pabellón de la fama gay y lésbico de Chicago en 1992. La casa de Henry Gerber, situada en el 1710 N. Crilly Court, de Chicago, el apartamento en el que Gerber vivió y fundó la sociedad, fue designada como monumento histórico de Chicago el 1 de junio de 2001.